# Mona Mitterwallner
Mona Mitterwallner (Hall in Tirol, 9 de enero de 2002) es una deportista austríaca que compite en ciclismo de montaña en la disciplina de campo a través.
En los Juegos Europeos de Cracovia 2023 consiguió una medalla de plata en la prueba individual. Ganó una medalla de plata en el Campeonato Europeo de Ciclismo de Montaña de 2024.
Además, obtuvo tres medallas de oro en el Campeonato Mundial de Ciclismo de Montaña en Maratón, entre los años 2021 y 2024.

## Medallero internacional
| Juegos Europeos    | Juegos Europeos            | Juegos Europeos  | Juegos Europeos |
| Año                | Lugar                      | Medalla          | Competición     |
| ------------------ | -------------------------- | ---------------- | --------------- |
| 2023               | Krynica-Zdrój (Polonia)    | Medalla de plata | Campo a través  |
| Campeonato Europeo |                            |                  |                 |
| Año                | Lugar                      | Medalla          | Competición     |
| 2024               | Cheile Grădiștei (Rumania) | Medalla de plata | Campo a través  |

| Campeonato Mundial | Campeonato Mundial        | Campeonato Mundial | Campeonato Mundial |
| Año                | Lugar                     | Medalla            | Competición        |
| ------------------ | ------------------------- | ------------------ | ------------------ |
| 2021               | Elba (Italia)             | Medalla de oro     | Campo a través     |
| 2023               | Glasgow (Reino Unido)     | Medalla de oro     | Campo a través     |
| 2024               | Snowshoe (Estados Unidos) | Medalla de oro     | Campo a través     |